# Єфремов Ернест Іванович
Єфремов Ернест Іванович (14 листопада 1934 , м. Донецьк — 23 жовтня 2021) — радянський та український науковець у галузі гірничої справи, доктор технічних наук, професор, член-кореспондент Національної академії наук України. Заслужений діяч науки і техніки України, двічі лауреат Державної премії України в галузі науки і техніки (1983, 1997).

## Біографія
У 1957 році закінчив Дніпропетровський гірничий інститут. Учень професора Михайла Новожилова.
Працював на посадах: гірничий майстер, помічник дільниці шахти 1-2 Колпаківська, начальник дільниці Янцевського гранітного заводу, інженер, старший інженер, старший науковий співробітник, вчений секретар, заступник директора ІГТМ НАН України, завідувач відділом механіки вибуху Інституту геотехнічної механіки імені М. С. Полякова НАН України.
Автор ряду монографій, підручників, довідників і сотень наукових статей у галузі механіки вибуху гірничих порід, а також технологій вибухового руйнування гірничих порід і видобутку корисних копалин відкритим способом.

## Нагороди
Грамота Верховної Ради УРСР, знак «Шахтарська слава» 1, 2 і 3-го ступенів, орден «За заслуги» 3-го ступеню.